# Université des sciences agricoles du Banat
L'Université des sciences agricoles et médecine vétérinaire du Banat ou Université du Roi Michel Ier est une université fondée en 1945 et située à Timișoara, en Roumanie. 

## Facultés
L'université dispose de six facultés distinctes : 
- Agriculture
- Horticulture et sylviculture
- Tourisme rural
- Techniques agro-alimentaires
- Médecine vétérinaire
- Bio-ingénierie